# 김영아 (1975년)
김영아(1975년 5월 15일 ~ )은 대한민국의 배우이다
드라마 미스 마:복수의 여신에서 악역인 양미희 역으로 활약하여 얼굴을 알리기 시작하였으며, 이후 멜로가 체질에서 카리스마 강렬한 츤데레 상사인 소진 역으로 인지도를 높였다.

## 영화
- 2025년 《동화지만 청불입니다》 - 진경 역
- 2024년 《황야》 - 선임 연구원 역
- 2022년 《앵커》 - 한영옥 교수 역
- 2017년 《커튼》 - 여자 역
- 2013년 《노리개: 그녀의 눈물》 - 여성운동가1 역
- 2012년 《캠퍼스의 봄》 - 선생님 역
- 2011년 《메이크업》 - 소현 역
- 2011년 《쉿》 - 혜림 역
- 2010년 《초능력자》  - 옆상주 아내 역
- 2010년 《아저씨》- 여경찰 역

## 드라마
- 2018년 SBS 토요드라마 《미스 마 - 복수의 여신》 - 양미희 역
- 2018년 KBS2 월화드라마 《땐뽀걸즈》 - 혜진의 어머니 역
- 2019년 JTBC 금토드라마 《멜로가 체질》 - 소진 역
- 2019년 SBS 수목드라마 《시크릿 부티크》 - 미세스왕 역
- 2020년 채널 A 금토드라마 《터치》 - 강혜정 역
- 2020년 SBS 금토드라마 《하이에나》 - 하혜원 역
- 2020년 tvN 주말드라마 《화양연화 - 삶이 꽃이 되는 순간》 - 최선희 역
- 2020년 JTBC 수목드라마 《쌍갑포차》 - 한상궁 역 (특별출연)
- 2020년 JTBC 수목드라마 《우리 사랑했을까》 - 강숙희 역
- 2021년 MBC 월화드라마 《러브 씬 넘버#》 - 전지성 역
- 2021년 푸쳐핸썸 웹드라마 《바이트 씨스터즈》 - 김미숙 역
- 2021년 쿠팡플레이 오리지널 드라마 《어느 날》 - 홍정아 역
- 2021년 SBS 금토드라마 《지금, 헤어지는 중입니다》 - 최희자 역
- 2022년 Netflix  오리지널 드라마 《소년심판》 - 허찬미 역
- 2022년 SBS 월화드라마 《사내 맞선》 - 진채림 역 (특별출연)
- 2022년 쿠팡플레이 오리지널 드라마 《유니콘》 - 모니카 역
- 2022년 Netflix 오리지널 드라마 《블랙의 신부》 - 황성희 역
- 2022년 쿠팡플레이 오리지널 드라마 《안나》 - 박원장 역
- 2022년 tvN 월화드라마 《연예인 매니저로 살아남기》 - 소정희 역
- 2023년 KBS2 드라마스페셜 《도현의 고백》 - 이수천 역
- 2023년~2024년 tvN 토일드라마 《마에스트라》 - 이혜정 역
- 2025년 TVING  오리지널 드라마 《스터디그룹》 - 전미현 역
- 2025년 tvN 월화드라마 《그놈은 흑염룡》 -권인경 역
- 2025년 MBC 금토드라마 《언더커버 하이스쿨》 - 임청하 역
- 2025년 Netflix 오리지널 드라마 《The Recruit 2》 - 그레이스 역

## 공연
- 2017년 《김수로 curated 10 - 더 시크릿》
- 2017년  《어느 계단 이야기》
- 2017년  《The Crucible》
- 2015년 《머더 발라드》
- 2013년 《총각네 야채가게》
- 2012년 《모토타운》
- 2010년  《토너먼트》
- 2007년 《한여름밤의 꿈》
- 2007년 《홍동지놀이》
- 2006년  《나는 천사를 믿지 않지만》
- 2005년 《Tatto》
- 2004년  《유리가면》
- 2000년  《난타》
- 1995년  《딸의 침묵》
- 1995년  《진흙인간》
- 1995년  《천재시대》
- 1994년  《가스펠》

## 학력
- 서울예술전문대학 연극과 전문학사 (졸업)